# Dendrobium corticicola
Dendrobium corticicola är en orkidéart som beskrevs av Rudolf Schlechter. Dendrobium corticicola ingår i släktet Dendrobium, och familjen orkidéer. Inga underarter finns listade i Catalogue of Life.